# Lodoletta
A Lodoletta Pietro Mascagni háromfelvonásos operája. A mű librettóját Gioacchino Forzano írta Ouida (Marie-Louise de la Ramée) Le deux petit sabots (A két kis facipő) című meséje alapján. 1917. április 30-án mutatták be a római Teatro Costanzi operaházban. Magyarországon még nem játszották, 1990-ben azonban hangfelvétel készült róla a Magyar Állami Hangversenyzenekar, a Magyar Rádió és Televízió énekkara valamint a Magyar Állami Operaház gyermekkórusának közreműködésével.

## A mű keletkezésének története
Puccini és Mascagni is érdeklődött a nagy sikerű francia mese megzenésítése iránt. A két zeneszerző nézeteltérésbe keveredett, mivel Puccini egy újságcikkben be is jelentette a komponálási szándékát. Puccini végül elállt a tervtől. A szövegkönyv írását Mascagni Gioacchino Forzanóra bízta. Az ősbemutatót maga a zeneszerző vezényelte, az átütő sikerre azonban az 1918-as New York-i bemutatón került sor, ahol Enrico Caruso és Geraldine Farrar énekelték a főszerepeket. A második világháború előtt gyakran játszották, ezt követően csak néhány olasz operaház tűzte alkalmanként műsorára.

## Szereplők
| Szereplő                      | Hangfekvés   |
| ----------------------------- | ------------ |
| Lodoletta, virágáruslány      | szoprán      |
| A zavarodott asszony          | alt          |
| Maud                          | szoprán      |
| La Vanard                     | mezzoszoprán |
| Flamen                        | tenor        |
| Gianotto                      | bariton      |
| Franz, Flamen barátja         | bariton      |
| Antonio, Lodoletta nevelőapja | basszus      |
| Egy hang                      | tenor        |
| Postás                        | tenor        |

## Cselekmény
- Helyszín: egy kis holland falu valamint Párizs
- Idő: 1853-1854

### Első felvonás
Lodolettának születésnapja van, és a falu lakói szokásukhoz híven benéznek hozzá, felköszöntik és megajándékozzák. Csak Antonio, a nevelőapja nem tudta megvásárolni számára az ajándékot, a piros fapapucsot, amit már régen kinézett a számára, mert nem volt rá pénze. Hogy mégis kedveskedjen leányának valamivel, behívja az arra járó gyermekeket, hogy szerenáddal köszöntsék. Váratlanul egy kis csoport francia menekült tűnik fel, akik az önkéntes száműzetést választották a bizonytalan otthoni politikai helyzetben. Egyikük Flamen, a jó nevű párizsi festő. Antonióék háza előtt elhaladva, az ablakon át felfigyel egy Szűz Máriát ábrázoló képre, ami Lodolettáé. Felajánlja, hogy megveszi, egy aranyat ígér érte. Antonio az árat meghallva nehezen tud uralkodni magán. Tudja, mennyire szereti a lány a képet – anyjától kapta egykor –, ugyanakkor az ár igen nagy, nemcsak a piros papucsot tudná megvenni belőle, bőven futná másra is. Beleegyezik az üzletbe. Megkapja a pénzt és megegyeznek, hogy Flamen másnap elviheti a képet. A festő megnyugtatja az öreget, hogy csak kölcsönkéri a festményt, amíg lemásolja. Antonio elszalad a papucsért, majd visszatérve, felmászik egy éppen virágzó barackfára, hogy virágot szórjon róla Lodolettára. Egy rossz mozdulatnál megcsúszik és olyan szerencsétlenül esik a földre, hogy nyomban meghal. Lodoletta így árván marad. Flamen megsajnálja a leányt, és elhatározza, hogy ezután gondját viseli.

### Második felvonás
Lodolettában szerelem ébred a festő iránt, ezért elhárítja a falubeli Gianotto közeledését. Magányosnak érzi magát, unja a falusi életet. Váratlanul Flamen francia barátai érkeznek látogatóba: az időközben hatalomra került III. Napóleon minden politikai menekültnek bántatlan visszatérést ígért. A festő rövid töprengés után úgy dönt, él a lehetőséggel, és visszatér Párizsba.

### Harmadik felvonás
A következő esztendő első napját Flamen már Párizsban tölti, de nem tud felhőtlenül örülni visszatérésének, mivel egyre csak Lodoletta jár az eszében. Barátai megpróbálják vigasztalni, és azzal hitegetik, hogy a leány sorsa biztosan jobbra fordult. Senki nem sejti, hogy Lodoletta a ház előtti kertben fagyoskodik. Kedvese után jött és kimerülten kémlel be az ablakon. Meglátva azonban a vidám társaságot és az egykori kedvesét körülvevő elegáns nőket, megtörten és elkeseredve húzódik vissza. A vidám társaság az utcára tódul, csak Flamen marad vissza, gondjaiba temetkezve. Önkéntelenül a kert felé indul, ahol csakhamar Lodolettába botlik. De késő, már csak a lány holttestét ölelheti karjaiba.

## Híres áriák, kórusművek
- Serenata delle fate in onor di Lodoletta – a gyermekek születésnapi szerenádja (első felvonás)
- E qui. Stasera gli zoccoletti nuovi – Flamen és Lodoletta kettőse (első felvonás)
- L’anno muoare – újévi keringő (harmadik felvonás)
- Ah' Lasciami – Flamen monológja (harmadik felvonás)
- Ah! Il suo nome – Lodoletta áriája (harmadik felvonás)